# Xã Morris, Quận Ramsey, Bắc Dakota
Xã Morris (tiếng Anh: Morris Township) là một xã thuộc quận Ramsey, tiểu bang Bắc Dakota, Hoa Kỳ. Năm 2010, dân số của xã này là 53 người.